# Danimarca ai Giochi della II Olimpiade
La Danimarca partecipò ai Giochi della II Olimpiade che si sono svolti a Parigi dal 14 maggio al 28 ottobre 1900. La Danimarca fu rappresentata da 13 sportivi, tutti uomini, in cinque differenti sport.

## Medaglie

### Medagliere per discipline
| Sport            | Oro | Argento | Bronzo | Totale |
| ---------------- | --- | ------- | ------ | ------ |
| Atletica leggera | 0   | 0       | 1      | 1      |
| Nuoto            | 0   | 0       | 1      | 1      |
| Tiro             | 1   | 3       | 0      | 4      |
| Totale           | 1   | 3       | 2      | 6      |

### Medaglie d'oro
| Medaglia | Nome               | Sport | Evento                      |
| -------- | ------------------ | ----- | --------------------------- |
| Oro      | Lars Jørgen Madsen | Tiro  | Carabina militare, in piedi |

### Medaglie d'argento
| Medaglia | Nome                 | Sport | Evento                           |
| -------- | -------------------- | ----- | -------------------------------- |
| Argento  | Anders Peter Nielsen | Tiro  | Carabina militare, in ginocchio  |
| Argento  | Anders Peter Nielsen | Tiro  | Carabina militare, proni         |
| Argento  | Anders Peter Nielsen | Tiro  | Carabina militare, tre posizioni |

### Medaglie di bronzo
| Medaglia | Nome            | Sport            | Evento          |
| -------- | --------------- | ---------------- | --------------- |
| Bronzo   | Peder Lykkeberg | Nuoto            | Nuoto subacqueo |
| Bronzo   | Ernst Schultz   | Atletica leggera | 400 metri piani |

## Risultati per disciplina

### Atletica leggera
Nell'atletica leggera la Danimarca fu rappresentata da 4 atleti. L'unico medagliato fu Ernst Schultz, medaglia di bronzo nei 400 metri piani. Per quanto riguarda gli altri tre atleti:
- Johannes Gandil, eliminato in batteria nei 100 metri piani;
- Christian August Christensen, eliminato in batteria negli 800 metri piani e quinto nei 1500 metri piani;
- Charles Winckler, arrivato decimo nel getto del peso e oittavo nel lancio del disco.

### Nuoto
Nel nuoto la Danimarca fu rappresentata da Peder Lykkeberg, vincitore della medaglia di bronzo nel nuoto subacqueo.

### Scherma
Nella scherma la Danimarca fu rappresentata da Jens Peter Berthelsen, eliminato al primo turno della gara di fioretto per maestri.

### Tiro
I tiratori danesi furono in tutto cinque:
- Lars Jørgen Madsen, medaglia d'oro nella carabina militare in piedi, ottavo nella carabina militare in ginocchio, sedicesimo nella carabina militare proni, quinto nella carabina militare tre posizioni;
- Anders Peter Nielsen, undicesimo nella carabina militare in piedi, medaglia d'argento nella carabina militare in ginocchio, carabina militare proni e carabina militare tre posizioni;
- Viggo Jensen, undicesimo nella carabina militare in piedi, tredicesimo nella carabina militare in ginocchio, decimo nella carabina militare proni e quindicesimo nella carabina militare tre posizioni;
- Axel Kristensen, ventiduesimo nella carabina militare in piedi, ventiseiesimo nella carabina militare in ginocchio, trentesimo nella carabina militare proni, ventottesimo nella carabina militare tre posizioni;
- Lauritz Kjær, ventottesimo nella carabina militare in piedi, ventiduesimo nella carabina militare in ginocchio, ventisettesimo nella carabina militare proni e ventottesimo nella carabina militare tre posizioni.

I cinque tiratori succitati rappresentarono la Danimarca nella carabina militare asquadre riuscendo a raggiungere il quarto posto.

### Tiro alla fune
Nel tiro alla fune la squadra mista, vincitrice della medaglia d'oro fu rappresentata da 3 atleti danesi: Edgar Aabye, Eugen Schmidt e Charles Winckler.